# أرسنال موسم 2004–05
كان موسم 2004–05 هو الموسم الثالث عشر لنادي أرسنال لكرة القدم في الدوري الإنجليزي الممتاز والموسم التاسع والسبعين على التوالي في دوري الدرجة الأولى لكرة القدم الإنجليزية.   أنهى النادي الموسم بلقب كأس الاتحاد الإنجليزي، لكنه فشل في الاحتفاظ بلقب الدوري الإنجليزي الممتاز حيث احتل المركز الثاني خلف تشيلسي. في دوري أبطال أوروبا، خرج أرسنال من مرحلة خروج المغلوب على يد بايرن ميونخ.
في فترة الانتقالات، قام أرسنال بشراء حارس المرمى مانويل ألمونيا، الذي كان في البداية بديلاً لينس ليمان، ولاعب الوسط ماتيو فلاميني.